# Алексианос (врач)
Алексианос (арм. Ալեքսիանոս) — средневековый армянский врач.

## Биография
Жил и творил в области Шамкорадзоре, где, помимо врачевания, занимался и пчеловодством. Написал фармокологический труд из 80-и глав (последние 3 главы не сохранились), известного как «Лечебник врача Алексианоса» (арм. Ալէքսիանոս բժշկի բժշկարան). Был хорошо знаком с родными краями, в «Лечебнике» содержатся топологическое описание реки Чарек (Шемкир), деревни Гарнакер (Барум), растительного и животного мир региона, и т.д.. Содержащая лечебник рукопись датируется XVI веком (Матенадаран, рукопись № 8185), однако годы жизни Алексианоса неизвестны.
В «Лечебнике» содержатся рецепты лечения и профилактики внутренних («О боли в сердце», «О боли в желудке», «О боли в печени» и т.д.), нервных («О головной боли», «О забывчивости», и т. д.), хирургических («О том, когда у человека сломано ребро», «О том, когда человека ударили мечом», «Об огненных ожогах», «О том, когда человек падает или его бьют, и появляются синяки» и т.д.), кожных («О парше и зуде», «О бородавках», и т.д.), женских и других заболеваниях. Есть сведения о болезнях животных. Алексианос опирался как на собственном опыте, так и на рекомендациях живших ранее знатных врачей и народной медицины. 
Одна из глав названа «О пчёлах», в ней содержатся 24 советов-наставлений об уходе за пчёлами по всему годовому циклу — с ранней весны, когда помещают улья в удобное, обращённое к солнцу место, до поздней осени, когда их готовят к зимовке. Из этих советов видно, что Алексианос был хорошо знаком не только со нравами и поведением пчёл, но и с особенностями окружающей их среды: он подробно описывает те средства, применение которых позволяет эффективно заниматься пчеловодством. Он также сообщает, что пчёлы узнают свою матку и других членов общины по запаху, о чём европейские учёные высказались лишь несколько столетий спустя. Многие рецепты Алексианоса также рекомендуют смеси, имеющие в своём составе продукцию пчелы.